# Charles Lamb

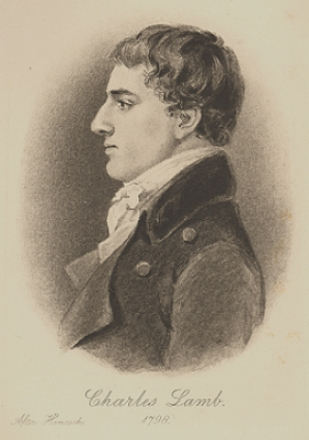
Charles Lamb

Charles Lamb (* 10. Februar 1775 in London; † 27. Dezember 1834 in Edmonton, heute London Borough of Enfield) war ein englischer Dichter.

## Leben
Charles Lamb war von 1792 bis 1825 bei der Ostindien-Kompanie als Sekretär angestellt.
Als Schriftsteller trat er zuerst im London Magazine (unter dem Namen Elia) mit Essays (gesammelt 1823 und 1833) auf, in denen er seine heitere Lebensphilosophie vortrug. Sein Freund William Hazlitt schrieb anerkennend über Lamb als Elia, dass dieser als Schriftsteller erfolgreich sei, nicht weil er sich dem Zeitgeist füge, sondern weil er im Gegensatz zu ihm stehe.
Seine Gedichte sind meist lyrischen Inhalts, mehr tändelnd als begeistert, aber voll Zartheit und Anmut. Als Typus seiner Poesie kann das von Ferdinand Freiligrath übersetzte Gedicht The old familiar faces gelten.
Allgemeinen Beifall fanden seine Tale of Rosamond Grey (1798) und die Tales from Shakespeare 1807, zwei Bände, die er zusammen mit seiner Schwester Mary Ann Lamb (1765–1847) verfasste.
In seinen Specimens of English dramatic poets who lived about the time of Shakespeare (London 1808, zwei Bände; zuletzt abgedruckt in Bohns Antiquarian library, 1854) wies er auf die Einfachheit und Reinheit der Diktion der alten Dramatiker hin, die er selbst in seiner Tragödie John Woodvil (1801) anstrebte.
Seine Album verses (London 1830) enthalten Gelegenheitsgedichte.
Über die 1810er Jahre hinweg hatte sich ein Kreis von Dichtern, Schriftstellern und Künstlern um den Dichter und Journalisten Leigh Hunt herum gebildet, dem auch Charles und seine Schwester Mary angehörten. Der Kreis, über verschiedene Zeitabschnitte hinweg betrachtet, besaß eine erstaunliche Größe. Einzelne Personen brachten auch ihre Familien und Freunde mit in den Kreis.
In der Zeit der Inhaftierung der Brüder John und Leigh Hunt, der Herausgeber der Zeitschrift The Examiner, wegen „aufrührerischer Verleumdung“ (1813 – 1815), unterstützte Lamb die Weiterführung der Zeitschrift durch eigene Beiträge. Die Nähe zu Hunt ließ ihn 1817 auch zu einer der Zielscheiben der lächerlich machende Kampagne mit dem Titel Cockney School des Blackwood’s Edinburgh Magazine werden.
Lamb als Autor der Essays unter dem Pseudonym Elia kann jedoch im besten Sinne als Cockney, also als Londoner Stadtbewohner, bezeichnet werden. In diesem Sinn war er jemand, der Vergnügen fand „an den Straßen Londons, und gleichermaßen an der Natur, die sich in angenehmer Nähe der Stadt befand.“
Lambs Zitat „Auch Anwälte, glaube ich, waren einst Kinder.“ dient als Vorwort des Romans Wer die Nachtigall stört.

## Werke (Auswahl)
- Die Abenteuer des Odysseus. Insel-Verlag, Frankfurt/M. 2005, ISBN 3-458-34822-0.
- Erzählungen nach Shakespeare. Ueberreuter Verlag, Wien 2004, ISBN 3-8000-5068-4.